# Natação no Campeonato Europeu de Esportes Aquáticos de 2022 - 100 m livre feminino
A prova dos 100 metros nado livre feminino da natação no Campeonato Europeu de Esportes Aquáticos de 2022 ocorreu nos dias 11 e 12 de agosto no Foro Italico, em Roma na Itália. 

## Calendário
| Fase          | Data         | Hora  |
| ------------- | ------------ | ----- |
| Eliminatórias | 11 de agosto | 09:15 |
| Semifinal     | 11 de agosto | 18:07 |
| Final         | 12 de agosto | 18:12 |

Todos os horários estão no horário local (UTC+1)

## Recordes
Antes desta competição, os recordes eram os seguintes:
|                       | Nadadora       | Tempo | Local     | Data                 |
| --------------------- | -------------- | ----- | --------- | -------------------- |
| Recorde mundial       | Sarah Sjöström | 51.71 | Budapeste | 23 de julho de 2017  |
| Recorde europeu       | Sarah Sjöström | 51.71 | Budapeste | 23 de julho de 2017  |
| Recorde do campeonato | Sarah Sjöström | 52.67 | Berlim    | 20 de agosto de 2014 |

## Medalhistas
| Ouro                     | Prata                  | Bronze               |
| Marrit Steenbergen (NED) | Charlotte Bonnet (FRA) | Freya Anderson (GBR) |

## Resultados

### Eliminatórias
Esses foram os resultados das eliminatórias.
| Pos. | Bateria | Raia | Nadadora                    | Nacionalidade | Tempo   | Notas  |
| ---- | ------- | ---- | --------------------------- | ------------- | ------- | ------ |
| 1    | 2       | 4    | Charlotte Bonnet            | França        | 53.92   | Q      |
| 2    | 4       | 4    | Marrit Steenbergen          | Países Baixos | 54.22   | Q      |
| 3    | 2       | 5    | Janja Šegel                 | Eslovênia     | 54.40   | Q      |
| 4    | 2       | 3    | Silvia Di Pietro            | Itália        | 54.54   | Q      |
| 5    | 3       | 5    | Beryl Gastaldello           | França        | 54.64   | Q      |
| 6    | 3       | 4    | Freya Anderson              | Reino Unido   | 54.73   | Q      |
| 7    | 3       | 6    | Chiara Tarantino            | Itália        | 54.94   | Q      |
| 8    | 2       | 6    | Maria Ugolkova              | Suíça         | 55.09   | Q      |
| 9    | 2       | 2    | Valentine Dumont            | Bélgica       | 55.18   | Q      |
| 10   | 4       | 7    | Sofia Morini                | Itália        | 55.21   |        |
| 11   | 3       | 2    | Costanza Cocconcelli        | Itália        | 55.25   |        |
| 12   | 4       | 5    | Lucy Hope                   | Reino Unido   | 55.57   | Q      |
| 13   | 4       | 6    | Nikolett Pádár              | Hungria       | 55.66   | Q, RET |
| 14   | 4       | 3    | Lidón Muñoz                 | Espanha       | 55.69   | Q      |
| 15   | 2       | 1    | Sofia Åstedt                | Suécia        | 55.76   | Q      |
| 16   | 3       | 8    | Tjaša Pintar                | Eslovênia     | 55.84   | Q      |
| 17   | 2       | 0    | Sara Junevik                | Suécia        | 55.87   | Q      |
| 18   | 2       | 8    | Lena Kreundl                | Áustria       | 55.94   | Q      |
| 19   | 3       | 1    | Roos Vanotterdijk           | Bélgica       | 55.95   | Q      |
| 20   | 3       | 3    | Tessa Giele                 | Países Baixos | 55.96   |        |
| 21   | 3       | 7    | Nina Stanisavljević         | Sérvia        | 56.20   |        |
| 22   | 4       | 8    | Victoria Catterson          | Irlanda       | 56.39   |        |
| 22   | 4       | 2    | Danielle Hill               | Irlanda       | 56.39   |        |
| 24   | 3       | 0    | Ainhoa Campabadal           | Espanha       | 56.43   |        |
| 25   | 3       | 9    | Ieva Maļuka                 | Letônia       | 56.48   |        |
| 26   | 4       | 9    | Elisabeth Sabroe Ebbesen    | Dinamarca     | 56.53   |        |
| 27   | 4       | 1    | Daria Golovati              | Israel        | 56.71   |        |
| 28   | 1       | 5    | Jóhanna Elín Guðmundsdóttir | Islândia      | 56.79   |        |
| 29   | 2       | 9    | Snæfríður Jórunnardóttir    | Islândia      | 56.81   |        |
| 30   | 1       | 4    | Anna Hadjiloizou            | Chipre        | 56.86   |        |
| 31   | 1       | 6    | Karyna Snitko               | Ucrânia       | 57.13   |        |
| 32   | 1       | 3    | Monique Olivier             | Luxemburgo    | 57.84   |        |
| 33   | 1       | 7    | Ani Poghosyan               | Armênia       | 58.58   |        |
| 34   | 1       | 8    | Mariam Sheikhalizadeh       | Azerbaijão    | 59.67   |        |
| 34   | 1       | 2    | Alisa Vestergård            | Ilhas Feroé   | 59.67   |        |
| 36   | 1       | 1    | Hana Beiqi                  | Kosovo        | 1:03.06 |        |
| 37   | 4       | 0    | Aleksa Gold                 | Estónia       | DNS     | DNS    |
| 37   | 2       | 7    | Isabella Hindley            | Reino Unido   | DNS     | DNS    |

### Semifinal
Esses foram os resultados das semifinais. 
| Pos. | Bateria | Raia | Nadadora           | Nacionalidade | Tempo | Notas |
| ---- | ------- | ---- | ------------------ | ------------- | ----- | ----- |
| 1    | 2       | 4    | Charlotte Bonnet   | França        | 53.56 | Q     |
| 2    | 1       | 4    | Marrit Steenbergen | Países Baixos | 53.80 | Q     |
| 3    | 1       | 5    | Silvia Di Pietro   | Itália        | 54.13 | Q     |
| 4    | 1       | 3    | Freya Anderson     | Reino Unido   | 54.33 | q     |
| 5    | 2       | 3    | Beryl Gastaldello  | França        | 54.36 | Q     |
| 6    | 2       | 6    | Chiara Tarantino   | Itália        | 54.40 | q     |
| 7    | 2       | 5    | Janja Šegel        | Eslovênia     | 54.57 | q     |
| 8    | 1       | 6    | Maria Ugolkova     | Suíça         | 54.79 | q     |
| 9    | 1       | 2    | Lucy Hope          | Reino Unido   | 55.15 |       |
| 10   | 2       | 2    | Valentine Dumont   | Bélgica       | 55.24 |       |
| 11   | 2       | 1    | Tjaša Pintar       | Eslovênia     | 55.58 |       |
| 12   | 2       | 8    | Lena Kreundl       | Áustria       | 55.65 |       |
| 13   | 1       | 8    | Roos Vanotterdijk  | Bélgica       | 55.68 |       |
| 14   | 1       | 7    | Sofia Åstedt       | Suécia        | 55.79 |       |
| 14   | 1       | 1    | Sara Junevik       | Suécia        | 55.79 |       |
| 16   | 2       | 7    | Lidón Muñoz        | Espanha       | 55.81 |       |

### Final
Esse foi o resultado da final. 
| Pos.              | Raia | Nadadora           | Nacionalidade | Tempo | Notas |
| ----------------- | ---- | ------------------ | ------------- | ----- | ----- |
| Medalha de ouro   | 5    | Marrit Steenbergen | Países Baixos | 53.24 |       |
| Medalha de prata  | 4    | Charlotte Bonnet   | França        | 53.62 |       |
| Medalha de bronze | 6    | Freya Anderson     | Reino Unido   | 53.63 |       |
| 4                 | 7    | Chiara Tarantino   | Itália        | 54.13 |       |
| 5                 | 3    | Silvia Di Pietro   | Itália        | 54.18 |       |
| 6                 | 1    | Janja Šegel        | Eslovênia     | 54.48 |       |
| 7                 | 2    | Beryl Gastaldello  | França        | 54.83 |       |
| 8                 | 8    | Maria Ugolkova     | Suíça         | 54.92 |       |

Legenda
| Recorde mundial       | Recorde mundial (World record)               |                       | Recorde africano                      | Recorde africano (African) |                                           | Q | Classificado por posição (Qualified) |
| Recorde do campeonato | Recorde do campeonato (Championship record)  | Recorde da América    | Recorde da América (Americas)         | q                          | Classificado por melhor tempo (Qualified) |   |                                      |
| Melhor marca do ano   | Melhor marca do ano (World leading)          | Recorde asiático      | Recorde asiático (Asian)              | DNS                        | Não largou (Did not start)                |   |                                      |
| Recorde nacional      | Recorde nacional (National record)           | Recorde europeu       | Recorde europeu (European)            | DNF                        | Não terminou (Did not finish)             |   |                                      |
| Recorde pessoal       | Recorde pessoal do atleta (Personal best)    | Recorde da Oceania    | Recorde da Oceania (Oceania)          | DSQ / DQ                   | Desclassificado (Disqualified)            |   |                                      |
| Recorde da temporada  | Recorde da temporada do atleta (Season best) | Recorde sul-americano | Recorde sul-americano (South America) | NM                         | Sem marca (No mark)                       |   |                                      |